# Евдокия Борисова
Евдокия Борисова е българска филоложка, професор в Шуменския университет.

## Биография
Родена е на 5 ноември 1968 г. в Нови пазар, област Шумен. Завършва Висшия педагогически институт в Шумен, специалност „Българска филология“. Доктор по теория и история на литературата с тема на дисертацията „За трите жанрове модела на българската драма от началото на XX век“ (2001).
Асистент по теория на литературата към Катедрата по българска литература (2002), aсистент по система на жанровете и публицистика (2003), доцент (2007) и професор (2017) към Катедрата по журналистика и масови комуникации. Води упражнения по увод в литературната теория и теория на литературата; лекции и упражнения по система на жанровете, новинарство и публицистика.

## Публикации[3]

### Монографии
- „За трите жанрове модела на българската драма от началото на XX век“. Шумен: Антос, 2001.
- „Паралитературата: социология, текстология, медиатори“ (в съавторство с Пламен Шуликов и Яни Милчаков). Велико Търново, Изд. „Фабер“, 2009, 230 с. (ISBN 978-954-400-149-0)[4]
- „Жанрове в медиите“. Шумен: Шуменски университет „Еп. Константин Преславски“, 2011. ISBN 978-954-577-429-4
- „Система на жанровете“. Шумен: Шуменски университет „Еп. Константин Преславски“, 2013. ISBN 978-954-577-716-5
- „Литературите ни. Романът на Изтока със Запада в балканските литератури“. Шумен: Шуменски университет „Еп. Константин Преславски“, 2017. ISBN 978-619-201-170-3

### Есеистика
- „Пътеписаници“. Шумен: Шуменски университет „Еп. Константин Преславски“, 2017. ISBN 978-619-201-191-8